# Georg Müller (Politiker, 1815)
Georg Müller (* 20. Oktober 1815 in Biedenkopf; † 29. Dezember 1884 in Gladenbach im Landkreis Marburg-Biedenkopf) war ein deutscher Bürgermeister und Mitglied des Provinziallandtages der Provinz Hessen-Nassau. 

## Leben
Georg Müller engagierte sich in der Kommunalpolitik und war von 1853 bis 1884 Bürgermeister von Gladenbach.
1877 erhielt er einen Sitz im Kreistag des Kreises Biedenkopf.
1884 wurde er Mitglied des Nassauischen Kommunallandtags des preußischen Regierungsbezirks Wiesbaden bzw. für den Provinziallandtag der Provinz Hessen-Nassau, wo er Mitglied des Rechnungsprüfungsausschusses war. 